# Synagoga w Głubczycach
Synagoga w Głubczycach (niem. Synagoge in Leobschütz) – nieistniejąca synagoga, która znajdowała się w Głubczycach, przy ulicy Jana Kochanowskiego, za czasów niemieckich noszącej nazwę König-Ottokar-Straße (króla Przemysła Ottokara II).

## Historia
Synagoga została zbudowana w 1865 roku według projektu architekta Knoebela; była w tamtych latach największym budynkiem w mieście. Powstała na terenie dawnej sfery obronnej, poza murami obronnymi, na nowo powstałym przedmieściu Zachodnim, gdzie zlokalizowano większość budynków publicznych, w tym synagogę. Razem z pobliskim kościołem katolickim i ewangelickim tworzyła tzw. ekumeniczną kompozycję urbanistyczną.
Pracami budowlanymi kierował architekt i budowniczy Knoebel, ciesielskimi – Jungfer, zaś organy wykonał organmistrz Haas. Władze miejskie bezpłatnie dostarczyły drewna budowlanego. Uroczyste otwarcie synagogi nastąpiło we wrześniu 1865 roku.
W czasopiśmie żydowskim możemy przeczytać:
„In Leobschütz (Preußen), wo erst seit kurzem eine jüdische Gemeinde von 170 Personen seßhaft, ist durch die Munificenz der wohlhabendern Gemeindeglieder und der Stadt-gemeinde (welche das Bauholz unentgeltlich lieferte) ein Gotteshaus, welches äußerlich den Tempel der Weiner Leopoldstadt in verkleinertem und vereinfachtem Maaßstabe copirt, erbaut worden. Die Gebäude ist das schönste in Leobschütz”,
co można następująco przetłumaczyć:
„W Głubczycach (Prusy), gdzie dopiero niedawno powstała gmina żydowska, licząca 170 osób, dzięki hojności zamożnych członków gminy oraz władz miejskich (które bezpłatnie dostarczyły drewna budowlanego) został wzniesiony Dom Boży, który zewnętrznie stanowi zmniejszoną w skali i uproszczoną replikę Templu z wiedeńskiego Leopoldstadt. Jest to najpiękniejszy budynek w Głubczycach.”.
W zależności od źródła synagoga została zniszczona podczas nocy kryształowej z 9 na 10 listopada 1938 roku. Eleonora Bergman w książce „Nurt mauretański w architekturze synagog Europy Środkowo-Wschodniej w XIX i na początku XX wieku” opowiada się za pierwszą datą.

## Architektura
Murowany budynek synagogi został wzniesiony na planie prostokąta w stylu mauretańskim. Nieznany jest dokładny wystrój synagogi, jednak jej elewacja frontowa była prawie idealną repliką synagogi Tempelgasse w Wiedniu projektu Ludwiga Förstera. Posiadała trójczęściową fasadę o części środkowej wyższej, w której narożnikach znajdowały się cztery ośmioboczne wieżyczki nakryte bizantyjskimi kopułkami. Elewacje boczne podzielone na dwie części, gdzie na górnej znajdowało się sześć wysokich, łukowato zakończonych okien rozczłonkowanych pseudopilastrami, a na dolnej dwanaście kwadratowych. Wskazuje to na obecność galerii dla kobiet wewnątrz, które prawdopodobnie z trzech stron obiegały główną salę modlitewną.
Od pierwowzoru synagogę różnił układ okien na fasadzie, co świadczyło o innym układzie wnętrz oraz mniejszym rozmiarze budynku. Do dziś zachowało się tylko kilka zdjęć przedstawiających budynek od zewnątrz. Nie zachowały się żadne plany architektoniczne, ani przekazy ikonograficzne jej wnętrza.